# 壁井ユカコ
壁井 ユカコ（かべい ゆかこ、5月18日 -）は、日本の小説家。女性。東京都在住。長野県出身。学習院大学経済学部経営学科卒業。

## 略歴
1998年、『子供たちは深淵を見た』で第二回ソノラマ文庫大賞最終選考に残る。
2001年、『カスタム・チャイルド』で第2回電撃hp短編小説賞最終選考に残る。
2003年、第9回電撃ゲーム小説大賞受賞作『キーリ 死者たちは荒野に眠る』でデビュー。
2007年、デビュー以来書いてきた電撃文庫以外にも執筆の場を増やし、少女向けレーベル・ルルル文庫でも執筆開始。

## 作品リスト

### キーリ
- キーリ（2003年2月 - 2006年4月 電撃文庫 全9巻）

### カスタム・チャイルド
- カスタム・チャイルド（2005年4月 電撃文庫）
- カスタム・チャイルド -罪と罰-（2009年12月 メディアワークス文庫）

### 鳥籠荘の今日も眠たい住人たち
- 鳥籠荘の今日も眠たい住人たち (1)（2006年11月 電撃文庫）
- 鳥籠荘の今日も眠たい住人たち (2)（2007年4月 電撃文庫）
- 鳥籠荘の今日も眠たい住人たち (3)（2007年8月 電撃文庫）
- 鳥籠荘の今日も眠たい住人たち (4)（2008年4月 電撃文庫）
- 鳥籠荘の今日も眠たい住人たち (5)（2008年10月 電撃文庫）
- 鳥籠荘の今日も眠たい住人たち (6) Blood Party!（2009年2月 電撃文庫）

### クロノ×セクス×コンプレックス
- クロノ×セクス×コンプレックス (1)（2009年11月 電撃文庫）
- クロノ×セクス×コンプレックス (2)（2010年8月 電撃文庫）
- クロノ×セクス×コンプレックス (3)（2010年11月 電撃文庫）

### 五籠世界 WOOLONG WORLD
- 五籠世界 WOOLONG WORLD 霧廟に臥す龍（2010年6月 ポプラ社）
  - 【改題】五籠世界 WOOLONG WORLD I 霧廟に臥す龍（2013年1月 ポプラ文庫ピュアフル）
- 五籠世界 WOOLONG WORLD II 雲谷を駈ける龍（2011年8月 ポプラ社 / 2013年11月 ポプラ文庫ピュアフル）
- 五籠世界 WOOLONG WORLD III 天鏡の映る籠（2013年3月 ポプラ社 / 2015年11月 ポプラ文庫ピュアフル）

### 2.43 清陰高校男子バレー部
- 2.43 清陰高校男子バレー部（2013年7月 - 2018年9月 集英社 全3巻 / 2015年3月 -  集英社文庫 既刊5巻）
- 空への助走 福蜂工業高校運動部（2016年10月 集英社）

### その他
- NO CALL NO LIFE（2006年8月 メディアワークス / 2009年7月 角川文庫）
- エンドロールまであと、（2007年8月 ルルル文庫 / 2007年11月 小学館）
- イチゴミルク ビターデイズ（2007年9月 メディアワークス / 2011年4月 角川文庫）
- 14f症候群（2009年5月 角川書店）
  - 【改題】14歳限定症候群（2012年10月 角川文庫）
- サマーサイダー（2011年10月 文藝春秋 / 2014年5月 文春文庫）
- 代々木Love&Hateパーク（2012年7月 双葉社 / 2015年6月 双葉文庫）

### ノベライズ
- K -Lost Small World-（2014年4月 講談社BOX）

### 漫画原作
- キーリ 死者たちは荒野に眠る（2006年 ボニータコミックス 全2巻）- 作画：手代木史織
- 鳥籠荘の今日も眠たい住人たち（2008年 - 2011年 シルフコミックス 全3巻）- 作画：宝井理人
- K -Lost Small World-（2015年 - 2016年 KC 全3巻）- 作画：おおきたよる

### 単行本未収録
- ハルカワくんと人体模型（『電撃コラボレーション 最後の鐘が鳴るとき』2008年10月 電撃文庫）

### エッセイ
- 井村屋のあんまん（『3時のおやつ』2014年10月 ポプラ文庫）

### ゲームシナリオ
- 破かれた絵と枯れた鉢植え（『FRAGILE 〜さよなら月の廃墟〜』バンダイナムコエンターテインメント、2009年1月）

## 映像作品

### テレビアニメ
- K（2012年）脚本
- K RETURN OF KINGS（2015年）脚本
- 2.43 清陰高校男子バレー部（2021年）原作

### 劇場アニメ
- 劇場版 K MISSING KINGS（2014年）脚本
- K SEVEN STORIES（2018年）脚本

### 実写映画
- NO CALL NO LIFE（2021年） 原作